# Принц Бира
Бирабонгзе Банудей Банубанд (на тайски: พระวรวงศ์เธอ พระองค์เจ้าพีรพงศ์ภาณุเดช; на английски: Birabongse Bhanutej Bhanubandh), познат като Принц Бира (на английски: Princ Bira) е тайландски принц, внук на краля на Тайланд, автомобилен състезател, моряк и пилот.

Известен е извън страната си като автомобилен състезател (пилот от Формула 1) и ветроходец, участвал в олимпийски игри.
Роден е на 15 юли 1914 година в Банкок, Тайланд. Починал е в Лондон на 23 декември 1985 г.